# 紫腹掌突蟾
紫腹掌突蟾（学名：Leptobrachella purpuraventra），一种于中华人民共和国贵州省毕节市发现的两栖动物，隶属于角蟾科掌突蟾属。

## 形态特征
紫腹掌突蟾雄蟾体长27.3～29.8毫米，雌蟾体长33～35.3毫米。身体背部皮肤粗糙，为深紫棕色，具明显的深褐色斑纹和圆形斑点，散布着不规则的浅橙色斑纹；四肢背面有深褐色横纹；腹部皮肤光滑，灰紫色，在胸部和腹部侧翼有明显的模糊灰白斑；虹膜上半部为铜橙色，下半部为银色。

## 保护
本种于2023年被收录入《有重要生态、科学、社会价值的陆生野生动物名录》。